# Repino (São Petersburgo)

Repino no mapa de São Petersburgo em 2006

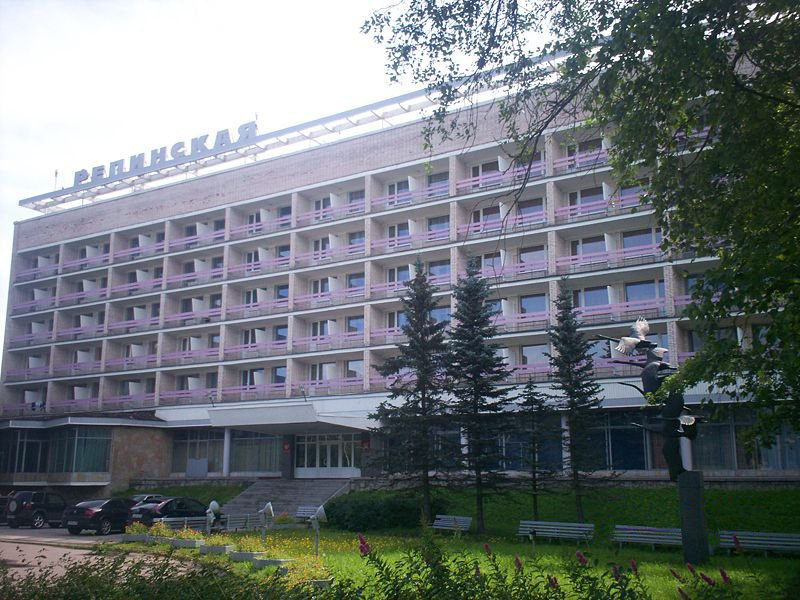
Hotel Repinskaya em Repino

Repino (em russo:  Ре́пино) é um assentamento municipal no distrito de Kurortny, na cidade federal de São Petersburgo, Rússia, e uma estação da ferrovia de Riihimäki–São Petersburgo. Era conhecida por seu nome finlandês Kuokkala até 1948, quando foi renomeado após o seu habitante mais famoso, Ilya Repin. Está localizada a aproximadamente 30 quilômetros a noroeste de São Petersburgo propriamente dita, no Istmo da Carélia na margem do Golfo da Finlândia. População: 2 478 (censo de 2010); 2 011 (censo de 2002); 4 215 (censo de 1989).
O assentamento é conhecido pela propriedade Penate de Repin e por seu sanatório.

## História
No início do século XX, Repino (então Kuokkala) estava localizada no Grão-Ducado da Finlândia, uma parte do Império Russo. Pouco depois da Revolução de Outubro de 1917, a Finlândia declarou sua independência da União Soviética. Quando o Istmo da Carélia foi cedido pela Finlândia à União Soviética após a Guerra de Inverno e a Guerra da Continuação (1939-1944), Kuokkala tornou-se russa. Em 1948, foi renomeada como Repino em homenagem ao pintor Ilya Repin.

## Penates

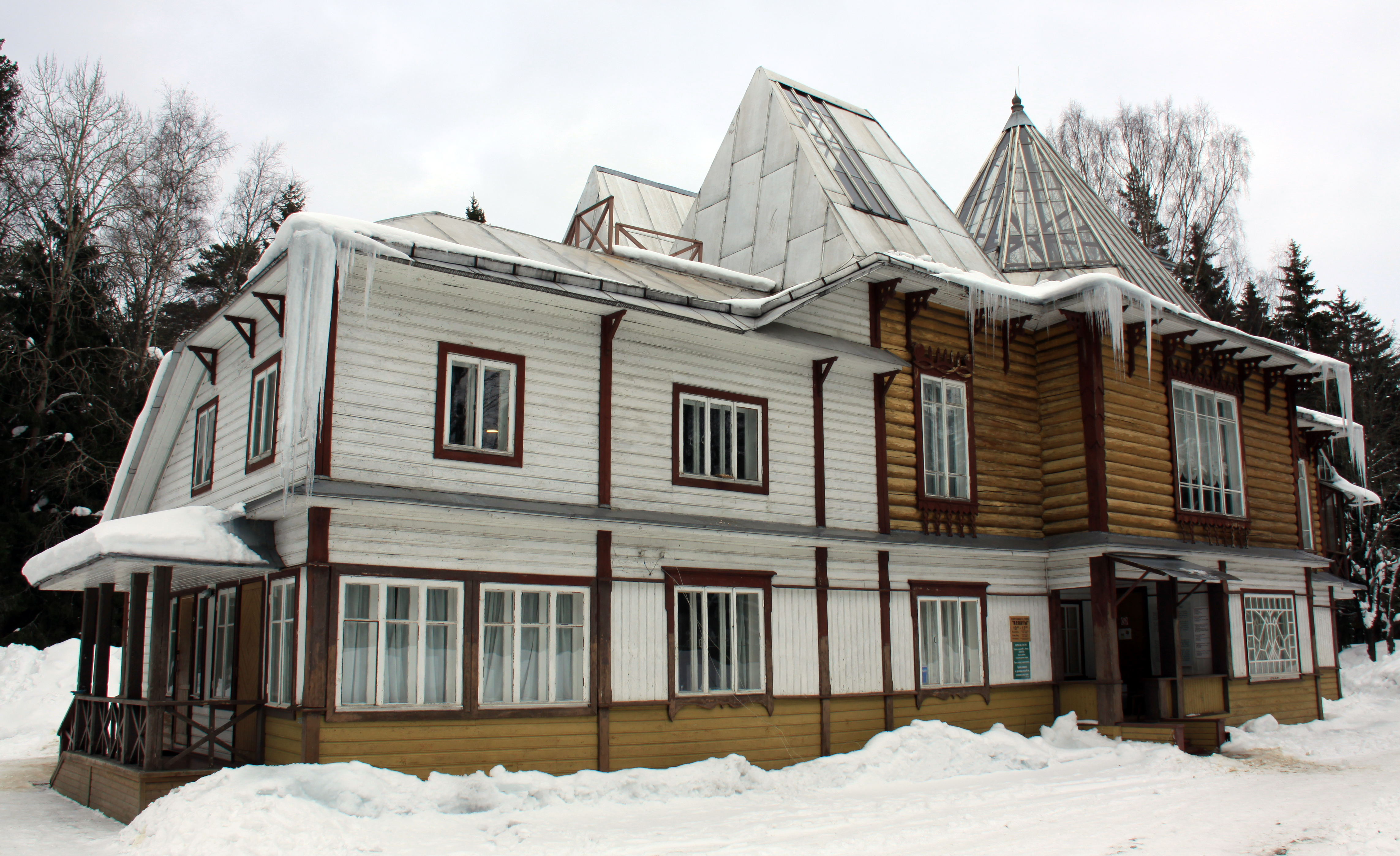
A casa de Ilya Repin chamada "Penate"

Em 1899, Repin comprou uma propriedade aqui e a chamou de Penate (em russo:  Пенаты, em alusão aos Penates, deuses do lar romanos). Ele projetou sua própria casa, e depois de ter sido construída vários anos depois, Repin mudou-se para Kuokkala. Ele moraria lá até sua morte em 1930. A casa está rodeada por um grande parque.
É parte do Patrimônio Mundial da UNESCO conhecido como São Petersburgo e Grupos de Monumentos Relacionados. A propriedade tem sido um museu desde 1940.

## Habitantes Famosos
- Mikhail Botvinnik, campeão mundial de xadrez, nasceu em Kuokkala em 1911.
- Vladimir Lenin, líder comunista russo e fundador da URSS, morava em Kuokkala entre 1906 e 1907.
- Ivan Puni, artista de vanguarda, nasceu em Kuokkala em 1894.
- Ilya Yefimovich Repin, pintor e escultor, viveu em Kuokkala desde o início do século XX até sua morte em 1930.
- Kornei Tchukóvski, poeta infantil e filólogo, viveu em Kuokkala de 1906 a 1916.
- Elena Mrozovskaya, uma fotógrafa, morreu em Kuokkala em 1941.[7]